# Voleibol en los Juegos Olímpicos de Los Ángeles 2028
El voleibol en los Juegos Olímpicos de Los Ángeles 2028 se realizará en Honda Center en julio de 2028.
Serán disputados en este deporte dos torneos diferentes, el masculino y el femenino.